# Ourém (Pará)
Ourém é um município brasileiro do estado do Pará. Com 40 metros  de altitude, localiza-se à latitude 01°33'07" sul e à longitude 47º06'52" oeste. Sua população estimada em 2020 era de 17.961 habitantes, distribuídos em 561,710 km² de área.